# Comuna de Leoncin
Leoncin (polaco: Gmina Leoncin) é uma gminy (comuna) na Polónia, na voivodia de Mazóvia e no condado de Nowodworski (mazowiecki). A sede do condado é a cidade de Leoncin.
De acordo com os censos de 2004, a comuna tem 5082 habitantes, com uma densidade 32 hab/km².

## Área
Estende-se por uma área de 158,84 km², incluindo:
- área agricola: 38%
- área florestal: 50%

## Demografia
Dados de 30 de Junho de 2004:
|                      | Total   | Total | Mulheres | Mulheres | Homens  | Homens |
| -------------------- | ------- | ----- | -------- | -------- | ------- | ------ |
|                      | pessoas | %     | pessoas  | %        | pessoas | %      |
| População            | 5082    | 100   | 2561     | 50,4     | 2521    | 49,6   |
| Densidade (pop./km²) | 32      | 100   | 16,1     | 16,1     | 15,9    | 15,9   |

De acordo com dados de 2002, o rendimento médio per capita ascendia a 1491,74 zł.

## Subdivisões
- Gać, Gniewniewice Folwarczne, Górki, Leoncin, Nowa Dąbrowa, Nowa Mała Wieś, Nowe Grochale, Nowe Polesie, Nowy Secymin, Nowy Wilków, Ośniki, Rybitew, Secymin Polski, Stanisławów, Stara Dąbrowa, Stare Polesie, Wilków nad Wisłą, Wilków Polski.

## Comunas vizinhas
- Brochów, Czerwińsk nad Wisłą, Czosnów, Kampinos, Leszno, Zakroczym